# Évry (Yonne)
Évry é uma comuna francesa na região administrativa de Borgonha-Franco-Condado, no departamento de Yonne. Estende-se por uma área de 4,51 km². Em 2010 a comuna tinha 389 habitantes (densidade: 86,3 hab./km²).